# Analytische Malerei
Die Analytische Malerei (auch geplante Malerei) ist eine zeitgenössische Kunstrichtung der 1970er Jahre.
Mit der Concept Art als Vorläufer ist sie eine Kunstrichtung, die die Grundlagen und Möglichkeiten der Malerei mit malerischen Mitteln reflektiert und analysiert. Der Name stammt von Klaus Honnef. Eng verwandte Begriffe sind „Fundamentale Malerei“, „Geplante Malerei“ oder „Essentielle Malerei“. Wesentlich ist die „Reduzierung“ der Malerei auf eine Malerei, die nur sich selbst zeigt und kein noch so entferntes Verhältnis zur Welt außerhalb des Gemäldes hat. Die Jahre zwischen 1972 und 1977 waren die entscheidenden Jahre der öffentlichen Wahrnehmung.
So versuchten Künstler (z. B. Daniel Buren, Niele Toroni, Raimund Girke oder Robert Ryman) unter der Verwendung von Weiß als Grundfarbe, mit einfachen Streifen oder monochromen Auftrag die Qualität des Malauftrages und des Bildträgers (Leinwand, Pappe, Metall, Kunststoff) für sich wirken zu lassen. Eine der wichtigen Positionen der Analytischen Malerei in Deutschland begründete Winfred Gaul.

## Bedeutende Künstler
- Antonio Calderara
- Christian Eckart
- Ulrich Erben
- Winfred Gaul
- Raimund Girke
- Kuno Gonschior
- Edgar Hofschen
- Carmengloria Morales
- Robert Ryman
- Niele Toroni
- Gianfranco Zappettini